# ガテン系連帯
ガテン系連帯（ガテンけいれんたい）とはかつて東京都に存在した特定非営利活動法人のこと。2006年10月設立、2015年4月3日解散届出書提出（東京都NPO法人ポータルサイトの平成26年12月1日付事業報告書等の提出のない法人から提出された説明文書ＮＯ．２２）。

## 概要
ガテン系と呼ばれる職業に従事する者の中でも、派遣社員などといった非正規雇用の労働者が連帯して、現在におかれている問題の解決を目指していた組織である。たとえば自動車メーカーならば、一つの工場に約3000人の従業員がいるとしても、その約半数は非正規雇用であり、職種は3Kなどとされるような内容であり正社員と同じ苦役を共にしているというのに、その待遇には大きな格差が存在しており、非正規雇用ならば賃金などといった待遇が酷い事から不安な生活を送らざるを得ないことを問題としているわけである。2008年に発生した秋葉原通り魔事件については、犯人の派遣先であった関東自動車工業の犯人に対する待遇に問題があったことを批判していた。